# Poopó (gemeente)
Poopó is een gemeente (municipio) in de Boliviaanse provincie Poopó in het departement Oruro. De gemeente telt naar schatting 7.923 inwoners (2018). De hoofdplaats is Poopó.